# Aeroportul Regional Middle Georgia
Aeroportul Regional Middle Georgia (IATA: MCN, ICAO: KMCN, FAA LID: MCN) este un aeroport din Comitatul Bibb, Georgia, Georgia, Statele Unite ale Americii ce deservește zona Macon⁠(d). Aeroportul a fost tranzitat în 2019 de 34.218 pasageri.
Situat la o altitudine de 108 m, aeroportul dispune de 2 piste.

## Infrastructură

### Piste
Aeroportul dispune de 2 piste. Pista 05/23 are suprafața de asfalt și dimensiunile 6.500 picioare × 150 picioare. Pista 14/32 are suprafața de asfalt și dimensiunile 5.000 picioare × 150 picioare. 